# آنیکا نونی رز
آنیکا نونی رز (انگلیسی: Anika Noni Rose؛ زادهٔ ۶ سپتامبر ۱۹۷۲) هنرپیشه و خواننده اهل ایالات متحده آمریکا است. وی از سال ۱۹۹۸ میلادی تاکنون مشغول فعالیت بوده‌است.

## گزیده فیلمشناسی
از فیلم‌ها یا برنامه‌های تلویزیونی که وی در آن نقش داشته‌است می‌توان به آثار زیر اشاره کرد.
- نجات کریسمس (۲۰۰۴)
- دختران رویایی (فیلم) (۲۰۰۶)
- فقط آب اضافه کنید (۲۰۰۸)
- شاهدخت و قورباغه (۲۰۰۹)
- خومبا (۲۰۱۳)
- همه‌چیز، همه‌چیز (۲۰۱۷)
- رالف خرابکار ۲ (۲۰۱۸)
- دیدبان سوم (۲۰۰۲)
- همسر خوب (۲۰۱۰-۲۰۱۳)
- درمانگاه خصوصی (۲۰۱۲)
- ابتدایی (مجموعه تلویزیونی) (۲۰۱۲)
- سیمپسون‌ها (۲۰۱۲)
- متل بیتس (۲۰۱۵–۱۶)
- قدرت (مجموعه تلویزیونی) (۲۰۱۶–۱۷)
- ریشه‌ها (مینی‌سری ۲۰۱۶) (۲۰۱۶)
- ملت ترور (۲۰۱۸)
- طنین جنگل (۲۰۲۰)
- چهارگوش